# Arziya
Arziya era una ciutat de l'Imperi Hitita no localitzada, encara que se suposa que era vora de Samuha, a la Terra Alta Hitita.
En els relats de Subiluliuma I s'explica que l'enemic, segurament els kashka que habitaven la ciutat, davant de l'atac dels hitites havien marxat d'Arziya emportant-se els béns, els cptius, els ramats i les ovelles. Kantuzzilis, que probablement era un general o un gran sacerdot de Kizzuwatna, va atacar de nou les tropes enemigues i en va ocasionar una gran mortaldat.
Subiluliuma, que havia tornat a fer una sortida després d'hivernar a Hattusa, es va veure atacat pels kashka durant la nit vora d'Arziya. Els va combatre i les va aniquilar. La ciutat d'Arziya va fer la pau, i també altres ciutats de la zona. Això es pot situar cap a l'any 1370 aC.